# تتمة سفر استير
تتمة سفر استير, بالانكليزية (Additions to Esther) وهذه التتمة تعتقد الكنيستان الأرثوذكسية والكاثوليكية في صحتها وقانونيتها رغم رفض البروتستانت له.  ومن سابق رفض (مارتن  لوثر) زعيم المذهب البروتستانتى السفر ككل في مبدأ الأمر.  وكانت حجته في ذلك أن اسم (الله) لم يذكر مرة واحدة في السفر.  وقد ظل السفر موضع نقاش كثير إلى أن استقر البروتستانت على قبول العشرة أصحاحات الأولى منه.

## الكاتب
يرجح أن يكون إما مردخاى (4:12) وإما عزرا الكاتب.

## المرتبة الكنسية
ويقبلها بعض البروتستنت مثل الاسقفية الانجليكانية والبروتيتنتيه الالمانيه القديمه

## وصلات خارجية
معلومات عن - حول تتمة سفر أستير

## انظر ايضا
- تتمة سفر دانيال
- صلاة منسى
- كتاب القصائد (الكتاب المقدس)